# Halte Hulda
Halte Hulda is een toneelstuk van de Noorse schrijver Bjørnstjerne Bjørnson.

## Toneelstuk
Bjørnson schreef de teksten voor dit drama in dichtvorm in drie akten in Kopenhagen in 1857. Het werd in 1858 uitgegeven. Hij werd in 1858 aangesteld als directeur van het plaatselijke theater in Bergen, toch vond de eerste uitvoering plaats in het Christiania Theater in Oslo op 25 april 1862. Bjørnson was toen daar de directeur. Het is een van de eerste werken van Bjørnson, die geschiedenisgericht is. Het stuk speelt zich af in de 11e eeuw, plaats van handeling is de kust nabij Romsdal. In zijn jeugd woonde de auteur in die omgeving (Nesset). Hoofdpersoon is kreupele Hulda, die wraak neemt op de familie van Aslak, die ooit haar familie vermoordde. 

## Muziek

### Rubenson
De Zweedse componist Albert Rubenson componeerde voor aan aantal voorstellingen van Halte Hulda in 1865 bijbehorende toneelmuziek; plaats van handeling was opnieuw het Christiania Theater in Oslo.

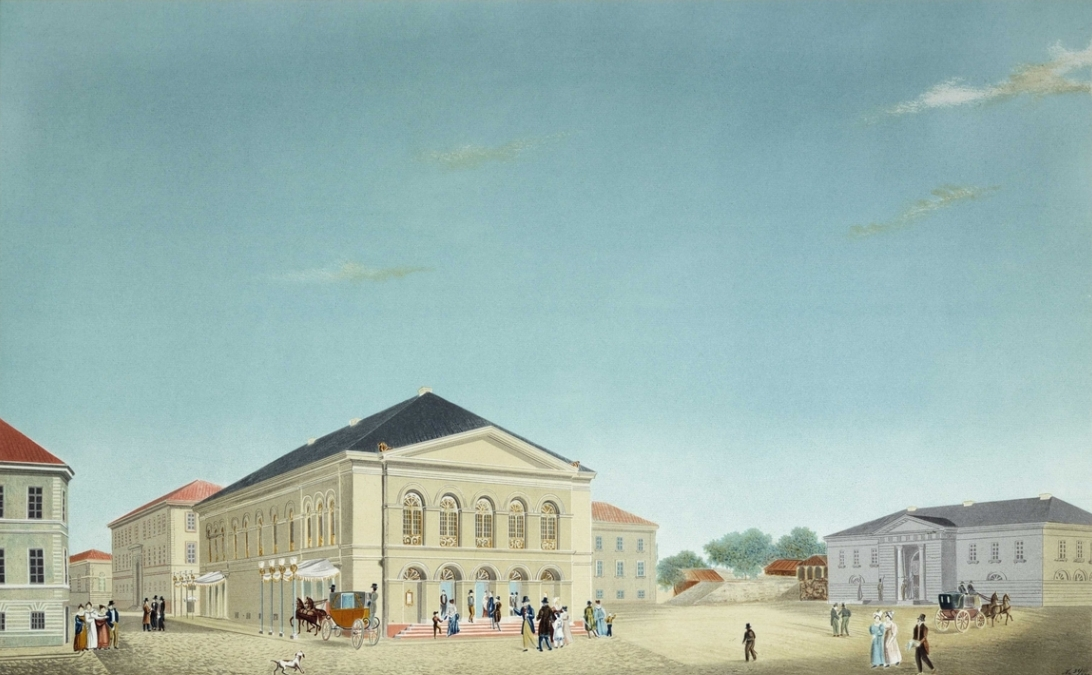
Christiania Theater

### César Franck
César Franck baseerde zijn opera op Halte Hulda. Hij schreef eraan van 1879 tot 1885 maar het werd toen niet uitgevoerd. Hij had het nog niet voltooid. Die voltooiing volgde pas in 1894 tijdens festiviteiten ter nagedachtenis aan de componist in Keulen. Een gedeeltelijke uitvoering vond plaats op 8 maart 1894 te Monte Carlo, maar ook Den Haag zag de gedeeltelijke opera al snel (1895). Pas op 15 maart 1994 werd het totale werk uitgevoerd door een beroepsgezelschap uitgevoerd. In 1979 was een amateurgezelschap hun voorgegaan (Reading University Orchestra). De opera was geen succes.

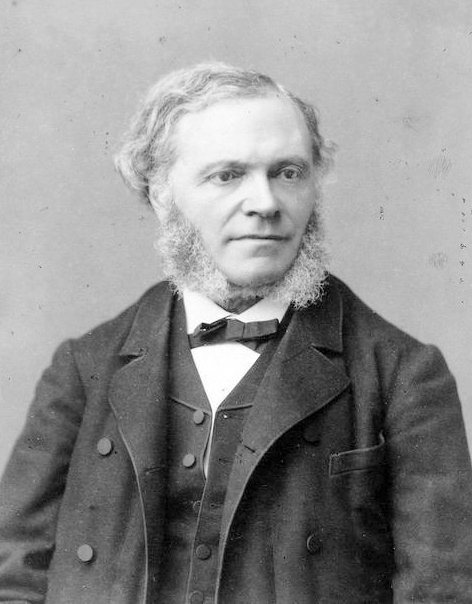
César Franck

### Jordan
De Noorse componist Sverre Jordan schreef voor voorstellingen vanaf 17 februari 1922 toneelmuziek. De uitvoeringen vonden toen plaats in het Nationaltheatret in Oslo, dat theater was in de plaats gekomen voor het Christiania Theater. Jordan componeerde een Preambulum funerale, een pastorale en een andante aftanato. De muzikaal leider van het theaterorkest was Johan Halvorsen. Bij die voorstellingen speelde Johanne Dybwad Hulda, maar regisseerde ze ook.

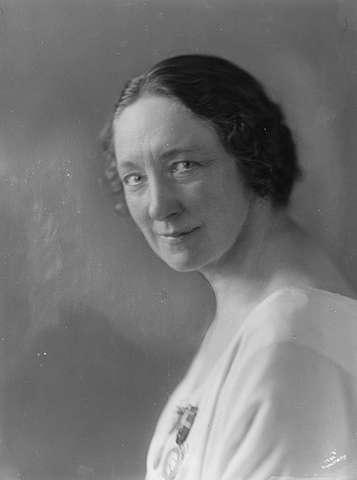
Johanne Dybwad

### Halvorsen
Johan Halvorsen bracht bij de voorstellingen in 1922 ook nog eigen werk in. De compositie Alvelegen in Halte Hulda is alleen in manuscriptvorm bewaard gebleven, want na de zestien voorstellingen belandde de muziek in de la. Pas nadat de muzikale erfenis was overgebracht naar de Noorse Staatsbibliotheek kwam ze weer boven tafel.

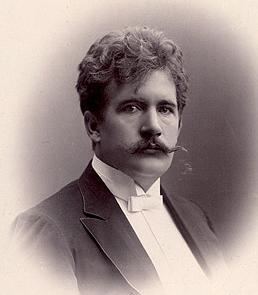
Johan Halvorsen